# Iberische Sprache
Die iberische Sprache wurde etwa in dem Zeitraum zwischen dem 7. und 1. Jahrhundert v. Chr. in den östlichen und südöstlichen Regionen der Iberischen Halbinsel von dem Volk der Iberer gesprochen. Nach der Eroberung des Gebiets durch die Römer wurde Iberisch von der lateinischen Sprache abgelöst.

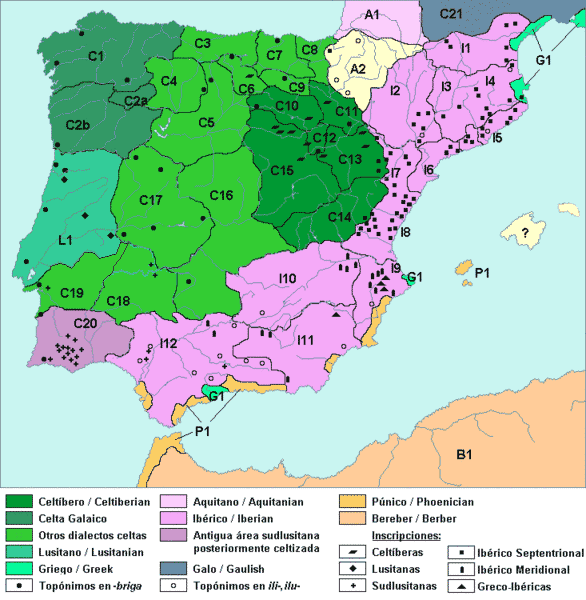
Sprachfamilien auf der iberischen Halbinsel vor der römischen Eroberung.

## Verbreitung der iberischen Sprache

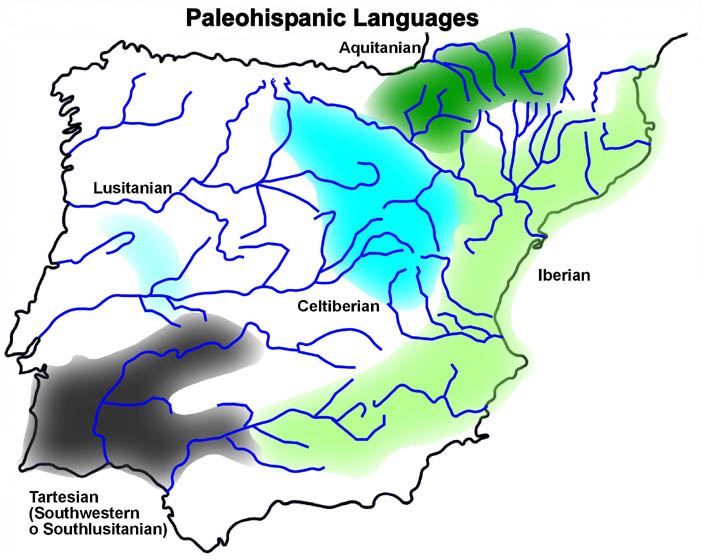
Sprachenkarte der iberischen Halbinsel zur späten Eisenzeit (Latènezeit)

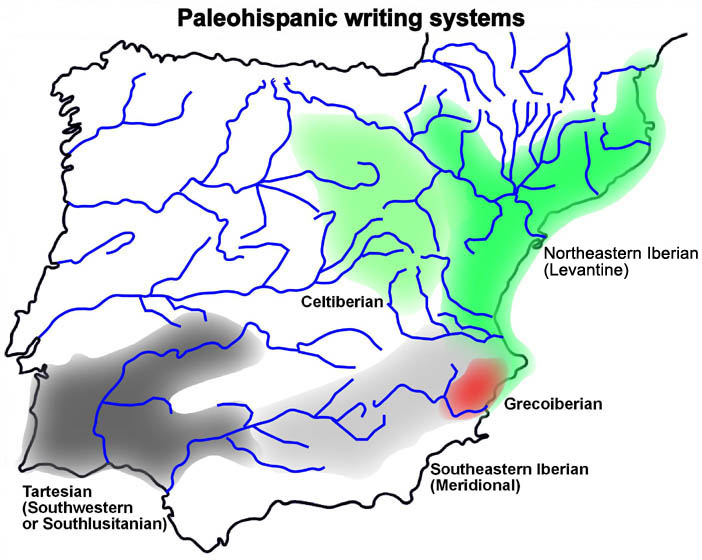
Karte der in der späten Eisenzeit oder Latènezeit auf der iberischen Halbinsel gebräuchlichen Schriften

Die iberische Sprache war im Gebiet der Mittelmeerküste der Iberischen Halbinsel verbreitet. Die nördlichste Ausdehnung der Sprache wurde durch den heute französischen Fluss Hérault begrenzt. Wichtige Relikte der Sprache wurden in Ensérune gefunden, in einem Oppidum, also einer Stadt nach keltischem Muster, die von iberischen und keltischen Elementen durchwirkt war. Die Südgrenze wurde durch Porcuna, im heutigen Süden Spaniens, gezogen, wo man kunstvolle Reiterstatuetten fand. Die Verbreitung im Inneren der Halbinsel ist nicht weiter geklärt, man vermutet jedoch, dass man sich bis zum Ebro hin der iberischen Sprachen bediente.

## Hypothesen zur Herkunft
Die iberische Sprache scheint eine isolierte Sprache zu sein. Allerdings gibt es eine Reihe von Hypothesen, mit denen die Herkunft dieser Sprache erklärt werden soll:
- Nordafrika: Die Vertreter dieser Hypothese setzen voraus, dass die iberische Kultur aus dem Norden Afrikas stammt und dass die Sprache in dieser Gegend in der ersten Hälfte des 2. Jahrtausends v. Chr. gesprochen wurde. Der Linguist Antonio Tovar verbindet die iberische Sprache mit den Berbersprachen.

- Urnenfelderkultur (Rodríguez Ramos 2003): Nach dieser Hypothese wird eine Verwandtschaft zwischen dem Iberischen, dem Baskischen und dem Aquitanischen angesetzt. Man sieht die iberische Sprache als eine Variante der Sprachfamilie der Urnenfeldkultur an.

- Katalonien (Velaza 2006): Das Iberische könnte seine Wurzeln im Norden Kataloniens haben, da dort (Ullastret) die ältesten iberischen Inschriften gefunden wurden.

## Schrift

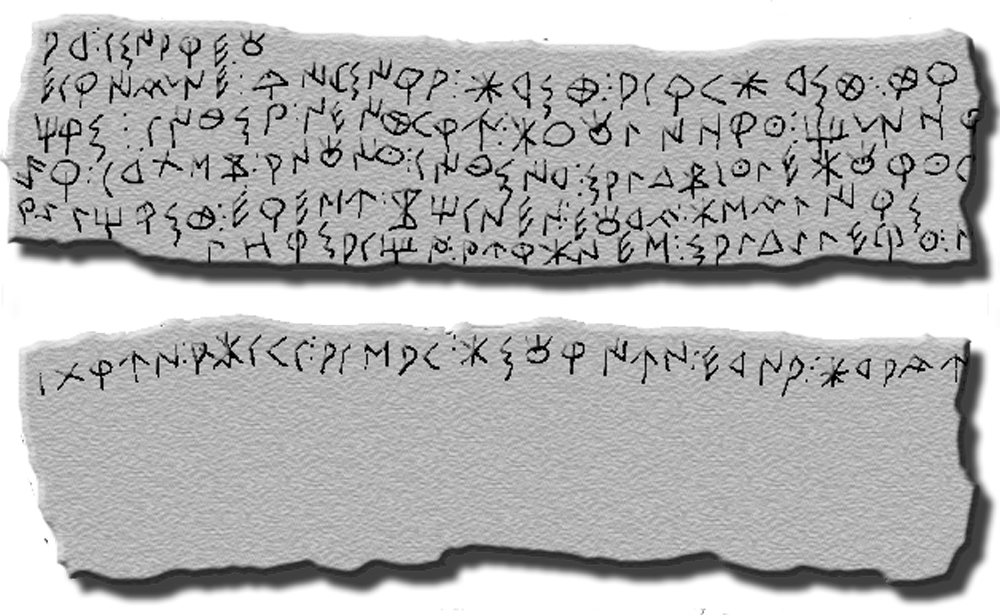
Bleiplatte aus Ullastret

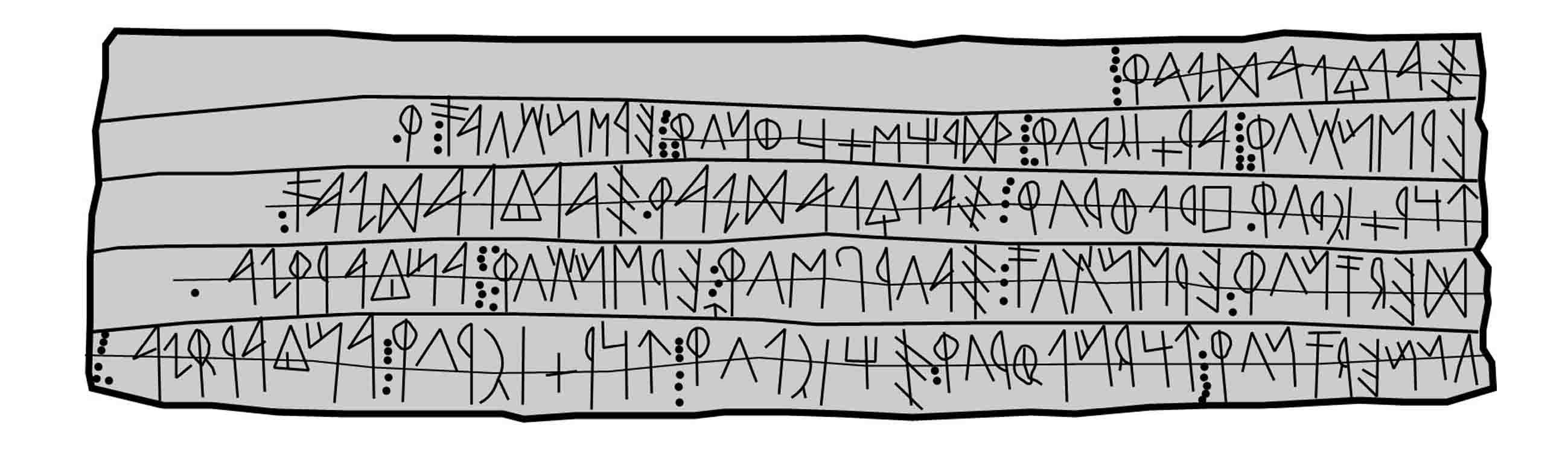
Bleiplatte aus La Bastida de les Alcuses (Mogente). Hier wird die südöstliche iberische Schrift verwendet.

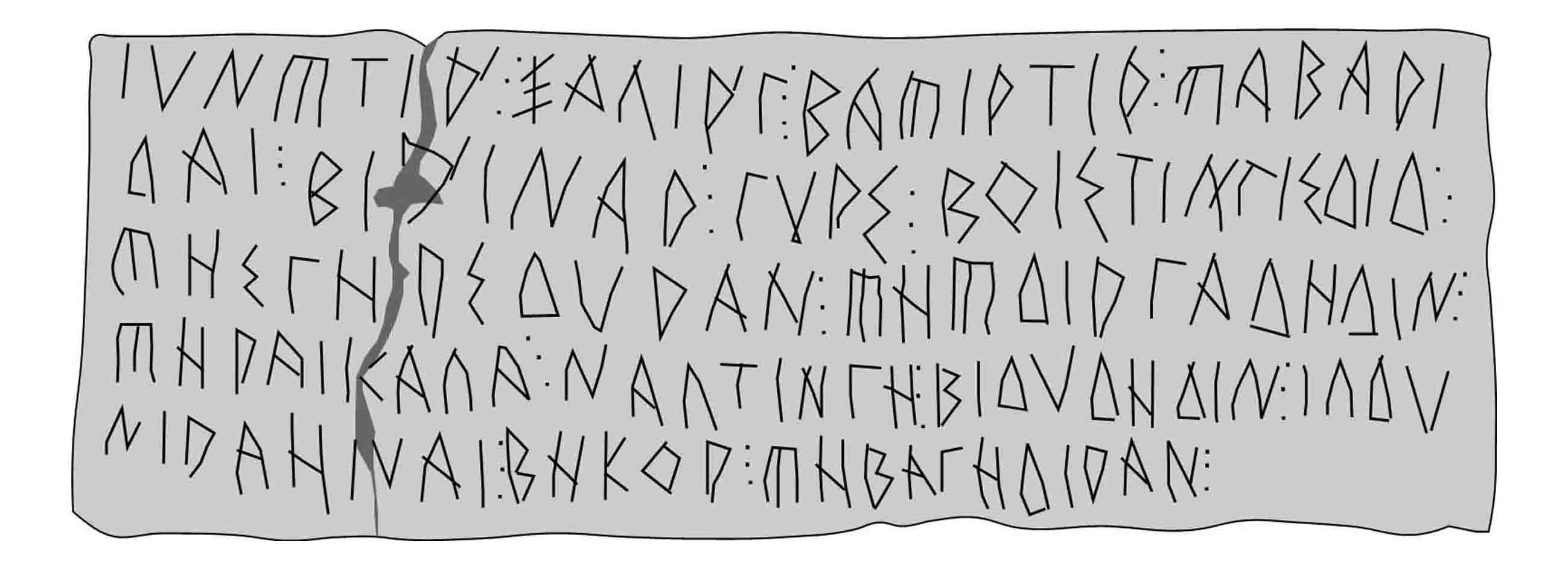
Bleiplatte aus la Serreta im gräko-iberischen Alphabet.

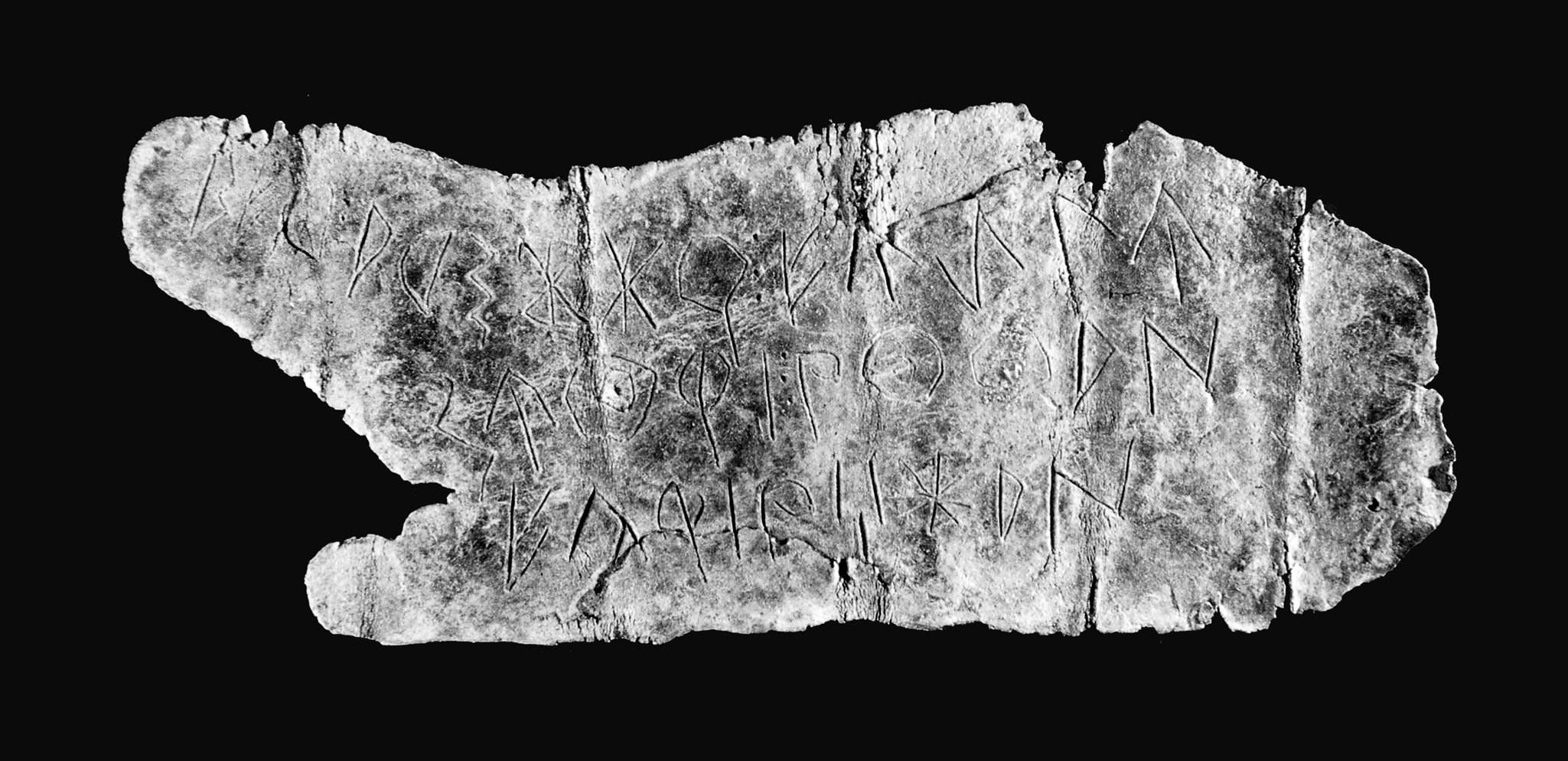
Bleiplatte aus Castellet de Bernabè, Valencia

Die älteste Inschrift, die mittels der iberischen Schrift geschrieben wurde, ist in das 5. oder 4. Jahrhundert v. Chr. zu datieren, die jüngste wurde im 1. Jahrhundert v. Chr. oder aber zu Beginn des 1. Jahrhunderts n. Chr. verfasst. Bis heute hat man etwa zweitausend Inschriften entdeckt, die in dieser Schrift abgefasst wurden. Die meisten dieser Inschriften sind kurze Texte, die sich auf Keramik als Untergrund finden lassen, und drücken den Besitzer des Keramikstückes aus; folgerichtig lassen sich viele Namen in diesen Texten finden. Längere Texte wurden auf Bleiplatten verfasst; der bisher längste gefundene Text stammt aus Yátova, aus der Comunidad Autónoma Valencia und umfasst insgesamt über sechshundert Zeichen.
Es gibt insgesamt drei bekannte iberische Schriften:
- Nordostiberische Schrift:
  - Duale Variante (4. bis 3. Jahrhundert v. Chr.)
  - Nonduale Variante (2. bis 1. Jahrhundert v. Chr.)
- Südostiberische Schrift
- Gräko-iberisches Alphabet

### Nordostiberische Schrift
Die nordiberische Schrift ist auch kurz als die iberische Schrift bekannt, weil, nach Untermann aus dem Jahre 1990, 95 Prozent aller bisher aufgefundenen Texte, die in iberischen Schriften verfasst wurden, mit dem nordiberischen Alphabet geschrieben wurden. Wie der Name schon verrät, wurde diese Schrift fast ausschließlich auf Fundstücken aus dem Nordosten der Iberischen Halbinsel gefunden, größtenteils zwischen der Küste von Languedoc-Roussillon und der heute spanischen Stadt Alicante. Sie fand jedoch auch im Ebrotal Verwendung.
Die nordostiberische Schrift wurde nahezu vollständig entziffert.

### Südostiberische Schrift
Die südöstliche iberische Schrift ist, wie auch die nordöstliche, eine Semisilbenschrift, ähnelt jedoch mehr der tartessischen Schrift, die im heutigen Südportugal verwendet wurde. In Spanien wurde die Schrift etwa im Städtedreieck Badajoz, Sevilla und Córdoba angewendet. Die südöstliche Schrift wurde häufig in Murcia, Andalusien, Valencia, Albacete und Alicante entdeckt.
Diese Schrift wurde noch nicht vollständig entziffert.

### Gräko-iberisches Alphabet
Die gräko-iberische Schrift ist eine direkte Adaption aus der ionischen Variante des griechischen Alphabetes und wurde an die iberische Schrift angepasst. Die Inschriften, die dieses Schriftsystem benutzten, wurden hauptsächlich in Alicante oder Murcia aufgefunden.

## Beschreibung

### Heutiges Wissen über die iberische Sprache
Man weiß nur sehr wenig mit Sicherheit über die iberische Sprache. Die Phase des Zusammentragens von Informationen aus den gefundenen Texten haben Sprachwissenschaftler bereits abgeschlossen und gehen jetzt dazu über, die grammatikalische Struktur dieser Sprache zu erforschen.
Die bisherigen Hypothesen zu dieser Sprache sind also nach wie vor nicht abgesichert, einen Großteil der Inspiration für die Thesen erlangten Sprachwissenschaftler vor allem durch die Funde bilingualer Texte.

### Phonologie

#### Vokale
Das Iberische besitzt die fünf Vokale /a, e, i, o, u/, /a, e, i/ erscheinen häufiger als /o, u/. Es gibt Hinweise auf die Existenz von Allophonen; man vermutet, dass der Laut (<ḿ>) ein solches sein könnte. Es scheint keine Unterscheidung zwischen langen und kurzen Vokalen gegeben zu haben, trotz anderer Darstellung bei griechischen Autoren.

#### Diphthonge
Diphthonge bestehen stets aus einer Kombination Vokal + Vokal, z. B. /ai/ (śaitabi), /ei/ (neitin) und /au/ (lauŕ). Auch /ui/ kommt vor.

#### Konsonanten
- Vibranten: Es gibt die Vibranten r und ŕ. Es gibt unter Linguisten keine Einigkeit über die Unterschiede zwischen diesen Vibranten. Correa schlug 1994 vor, dass ŕ ein stimmhafter alveolarer Tap und r ein verbindender stimmhafter alveolarer Vibrant sei. Zehn Jahre später bevorzugte Rodriguez Ramos, dass r ein Retroflex ist, und folgte somit der Theorie Ballesters aus dem Jahre 2001, dass r ein uvualer Frikativ sei. Vier Jahre später änderte Ballester jedoch seine Ansicht und vermutete, dass r ein stimmhafter alveolarer Tap sei und dass ŕ der stimmhafte alveolare Vibrant sei. Sowohl r als auch ŕ erscheinen am Wortanfang.

- Laterale: Der Lateral l wird normalerweise als ein [l] interpretiert. Man findet diesen Laut nur sehr selten am Wortende; es gibt Alternationen mit ŕ, sodass eine komplementäre Verteilung möglich ist: aŕikal-er ~ aŕikaŕ-bi.

### Morphologie
In der iberischen Sprache ist eine größere Anzahl von Affixen bekannt, die speziell in Namen angewandt wurden. Im Iberischen waren diese Wörter wohl eher eine Art Postposition und wurden agglutinierend (oder als Klitika), nichtdeklinierend, verwendet. Es folgt eine kleinere Liste von Affixen, die bisher gut bekannt sind:
- -ar: Diese Form erschien in Verwendung mit dem Vornamen, um Besitz anzugeben.
- -en: Auch diese Postposition wurde für besitzangebende Zwecke verwendet. Im Baskischen findet man -en oder -aren in den Genitivformen.
- -ka: Diese Postposition scheint den Empfänger einer Gabe anzugeben.
- -te: Gibt vermutlich den Handelnden an oder wird in der Ablativform verwendet.
- -sken: Wurde auf Münzen gefunden und gibt den Namen einer Stadt oder eines Volkes wieder, um Besitz anzugeben, oder es wurde im Genitiv Plural verwendet.
- -k: Wurde angewandt, um den Plural zu verdeutlichen; -k ist auch ein Pluralmarker im Baskischen.

## Verwandtschaft zwischen dem Iberischen und dem Baskischen
Ob das Baskische und das Iberische zwei Sprachen sind, die zur selben Familie gehören, ist noch immer eine umstrittene Frage. Viele Experten für die iberische Sprache vermuten, dass es eine Verwandtschaft zwischen dem Iberischen und dem Aquitanischen gibt, einer wahrscheinlichen Vorläufersprache des Baskischen. Allerdings gibt es nicht genügend Hinweise für eine solche Verwandtschaft. Auch die Hypothese, dass es zu einem Sprachkontakt kam, ist nicht gesichert. Die lexikalischen Übereinstimmungen bei beiden Sprachen könnten aus Sprachkontakt erwachsen sein, die grammatikalischen Überschneidungen könnten auch auf einen Sprachbund hinweisen. Vergleichbar mit diesem Phänomen sind die Ähnlichkeiten des Altspanischen und des Baskischen. Die Sprachen gehören nicht derselben Sprachfamilie an, weisen jedoch teilweise grammatikalische Gemeinsamkeiten auf. Allerdings müssen noch mehrere wissenschaftliche Studien folgen, um die Verwandtschaft zwischen beiden Sprachen zu belegen – oder zu widerlegen.
Aus historischer Perspektive betrachtet waren die ersten Merkmale zwischen dem Iberischen und Baskischen die folgenden beiden:
- Die Suffixe -sken/-ken auf iberischen Münzen (die mit der genitivischen Pluralform auf anderen antiken Münzen ähnlich war) mit dem baskischen Plural -k und dem Genitiv -en;
- Iberische Städte, die die Partikel ili enthielten (wie zum Beispiel iliberri). Diese Partikel wird heute mit der baskischen Bedeutung für Stadt (hiri) verglichen.

Obgleich andere Partikeln (wie eban; ars; -ka; -te unter anderem) ebenfalls vorgeschlagen wurden, ist die Bedeutung dieser Partikeln im Iberischen nach wie vor umstritten. Die Hauptargumente, die eine Verwandtschaft zwischen dem Iberischen und dem Baskischen bekräftigen, seien hier genannt:
- Phonetisch: Proto-Baskische Phonologie, zuerst von Michelena vorgeschlagen, scheint mit dem, was man heutzutage über die iberische Phonologie weiß, in vielem übereinzustimmen. Besonders das Fehlen des Lauts m scheint signifikant für beide Sprachen zu sein.
- Namen: Aquitanisch-lateinische Inschriften enthalten Namen von Menschen und Gottheiten, die mit modernen baskischen Wörtern zu vergleichen sind, allerdings werden auch grammatikalische und lexikalische Gemeinsamkeiten mit dem Iberischen sichtbar.
- Auf iberischen Grabsteinen kann man häufig die Inschrift aŕe take finden, eine andere Variante ist aŕe teike, die mit den lateinischen Worten hic situs est (hier ist) zu vergleichen ist, wie Hübner vermutet. Schuchardt verglich diese iberischen Wörter 1907 mit der baskischen Bedeutung, die (h)ara dago lautet.
- Das iberische Wort ekiar (er machte) ist eventuell mit dem baskischen Wort ekiar ‚machen‘ verwandt.
- Auch das iberische Wort śalir, das Münze, Geld oder Wert bedeutet, wird mit dem baskischen Wort sari verglichen, das ähnlich übersetzt wird.

Orduña (2005) und Ferrer i Jané (2007) fanden Parallelen in den Zahlwörtern des Iberischen und des Baskischen. Da der genaue Wert der iberischen Zahlwörter jedoch nicht sicher bekannt ist, gilt der Vergleich als umstritten.

## Personennamen
Dank der Bleiplatte von Ascoli, die lateinische Inschriften aufweist, sind viele iberische Vornamen bekannt. Verzeichnet war auf der Bleiplatte von Ascoli die Namen iberischer Kavalleristen, die im Dienste der römischen Armee standen. Iberische Vornamen setzen sich in der Regel aus zwei Elementen zusammen. Beide Elemente bestanden normalerweise aus je zwei Silben, wie Untermann 1998 schrieb. Das Element iltiŕ findet sich beispielsweise in folgenden Namen: iltiŕaŕker, iltiŕbaś, iltiŕtikeŕ, tursiltiŕ, baiseiltiŕ oder bekoniltiŕ. Die folgende Liste enthält einige solcher Elemente oder vorgeschlagener Elemente:
abaŕ, aibe, aile, ain, aitu, aiun, aker, albe, aloŕ, an, anaŕ, aŕbi, aŕki, aŕs, asai, aster, ata, atin, atun, aunin, auŕ, austin, baiser, balaŕ, balke, bartaś, baś, bastok, bekon, belauŕ, beleś, bels, bene, beŕ, beri, beŕon, betan, betin, bikir, bilos, bin, bir, bitu, biuŕ, bolai, boŕ, boś, boton, ekes, ekaŕ, eler, ena, esto, eten, eter, iar, iaun, ibeś, ibeis, ike, ikoŕ, iltiŕ, iltur, inte, iskeŕ, istan, iunstir, iur, kaisur, kakeŕ, kaltuŕ, kani, kaŕes, kaŕko, katu, keŕe, kibaś, kine, kitaŕ, kon, koŕo, koŕś, kuleś, kurtar, lako, lauŕ, leis, lor, lusban, nalbe, neitin, neŕse, nes, niś, nios, oŕtin, sakaŕ, sakin, saltu, śani, śar, seken, selki, sike, sili, sine, sir, situ, soket, sor, sosin, suise, taker, talsku, tan, tanek, taneś, taŕ, tarban, taŕtin, taś, tautin, teita, tekeŕ, tibaś, tikeŕ, tikirs, tikis, tileis, tolor, tuitui, tumar, tuŕś, turkir, tortin, ulti, unin, uŕke, ustain, ḿbaŕ, nḿkei.
Einige Namen haben eine einfachere Struktur. In den Inschriften der Bleiplatte von Ascoli findet man die Namen beles, ager-do und bivr-no, in der von Ullastret neitin und lauŕ-to, bartas-ko und śani-ko in anderen Schriften, die iberische Namen enthalten.
Iberische Namen enthalten wiederkehrende morphologische Muster der Bestandteile: eter/eten/ete in derselben Variation wie iltur/iltun/iltu, kere/keres wie lako/lakos oder alos/alor/alo und bikis/bikir/biki.
Manche iberischen Namensvorgaben finden in Aquitanien und im Baskenland Ähnlichkeiten. Dies wurde von Experten wie Mitxelena als „Namensammelbecken“ beschrieben. Diese Verbindung bleibt jedoch, abgesehen von ein paar Fällen, rein hypothetisch. Doch einige Linguisten halten einen antiken Sprachbund durchaus für möglich.